# Segundo Gabinete Merkel
Depois das eleições federais na Alemanha em 2009 que resultaram numa coligação dos partidos CDU/CSU e FDP, o Governo Merkel II (17ª período da legislatura do Bundestag) liderado pela Chanceler da Alemanha Angela Merkel foi estabelecido em 28 de Outubro de 2009, sucedendo ao Governo Merkel I, e tendo o seu término em 16 de Dezembro de 2013.
O novo governo reúne 16 políticos veteranos mas também jovens de carreira meteórica - como Karl-Theodor zu Guttenberg (Defesa) e Philipp Rösler (Saúde). Apenas quatro mulheres estão à frente de um ministério.

## Ministros
| Cargo                                                   | Nome                                                                                                 | Partido |
| ------------------------------------------------------- | --- | ------- |
| Chanceler                                               | Angela Merkel                                                                                        | CDU     |
| Vice-Chanceler                                          | Guido Westerwelle até 3 de março de 2011 Philipp Rösler a partir de 3 de março de 2011               | FDP     |
| Relações Exteriores                                     | Guido Westerwelle                                                                                    | FDP     |
| Interior                                                | Thomas de Maizière até 3 de março de 2011 Hans-Peter Friedrich a partir de 3 de março de 2011        | CSU     |
| Justiça                                                 | Sabine Leutheusser-Schnarrenberger                                                                   | FDP     |
| Finanças                                                | Wolfgang Schäuble                                                                                    | CDU     |
| Economia e Tecnologia                                   | Rainer Brüderle                                                                                      | FDP     |
| Trabalho e Solidariedade Social                         | Franz Josef Jung até 27 de novembro de 2009 Ursula von der Leyen a partir de 30 de novembro de 2009  | CDU     |
| Nutrição, Agricultura e Defesa do Consumidor            | Ilse Aigner                                                                                          | CSU     |
| Defesa                                                  | Karl-Theodor zu Guttenberg até 3 de março de 2011 Thomas de Maizière a partir de 3 de março de 2011  | CDU     |
| Família, Pessoas Idosas, Mulheres e Jovens              | Ursula von der Leyen até 30 de novembro de 2009 Kristina Schröder a partir de 30 de novembro de 2009 | CDU     |
| Saúde                                                   | Philipp Rösler                                                                                       | FDP     |
| Transportes, Construção e Desenvolvimento Urbano        | Peter Ramsauer                                                                                       | CSU     |
| Meio Ambiente, Proteção da Natureza e Segurança Nuclear | Norbert Röttgen                                                                                      | CDU     |
| Educação e Pesquisa                                     | Annette Schavan                                                                                      | CDU     |
| Cooperação e Desenvolvimento                            | Dirk Niebel                                                                                          | FDP     |
| Tarefas Especiais e Chefe do Ofício do Chanceler        | Ronald Pofalla                                                                                       | CDU     |